# 仙台市立三条中学校
仙台市立三条中学校（せんだいしりつ さんじょうちゅうがっこう）は、宮城県仙台市青葉区三条町にある公立中学校。近隣には青葉神社、輪王寺などの歴史建築物や東北福祉大学がある。

## 沿革
- 1947年4月1日 - 仙台市立第三中学校として設立。
- 1950年5月1日 - 現校名に変更。

## 学区
- 通町小学校・荒巻小学校・国見小学校（一部）・八幡小学校（一部）

## 東日本大震災による影響
震災後、「外国人の心無い行動で避難所機能停止」というデマが流れた。
また、電気が復旧した直後に北校舎4階において漏電火災が発生した。

## 出身著名人
- 杜けあき（女優、元宝塚歌劇団で東北出身初のトップスター）
- 佐藤伊知子（東北福祉大学女子バレー部監督、元バレーボール日本代表選手）

## 部活動
・運動部
陸上競技部
野球部
水泳部
卓球部
バスケットボール部
バドミントン部
バレーボール部（女子のみ）
・文化部
琴部
吹奏楽部
美術部